# Полярная система координат

Полярные координаты

Поля́рная систе́ма координа́т (лат. polus — полюс, от др.-греч. πόλος — полюс, ось) — система координат на плоскости, определяющаяся двумя полярными координатами {\displaystyle \rho } и {\displaystyle \varphi }, которые связаны с декартовыми прямоугольными координатами {\displaystyle x} и {\displaystyle y} следующими выражениями:
{\displaystyle x=\rho \cos \varphi ,\quad } {\displaystyle y=\rho \sin \varphi ,}
где {\displaystyle \quad 0\leqslant \rho <+\infty ,\quad } {\displaystyle 0\leqslant \varphi <2\pi }.
Такие ограничения на значения полярных координат ставятся для того, чтобы соответствие между точками плоскости, отличными от полюса, и парами полярных координат {\displaystyle (\rho ,\varphi )} получилось взаимно однозначным.

Полярные координаты точек плоскости

Полярные координаты — координаты произвольной точки {\displaystyle M} плоскости в выбранной полярной системе координат в виде следующих двух чисел: полярный радиус {\displaystyle \rho }, — расстояние от полюса {\displaystyle O} до точки {\displaystyle M}; полярный угол {\displaystyle \varphi }, — угол, на который поворачивается полярная ось {\displaystyle OX} до совмещения с точкой {\displaystyle M}.
В этих определениях предполагается, что полюс {\displaystyle O} и точка {\displaystyle M} не совпадают. Полюс {\displaystyle O} находится на особом положении: его полярный радиус {\displaystyle \rho } полагается равным нулю, а полярный угол {\displaystyle \varphi } — неопределённым, то есть ему можно приписать любое значение (иногда приписывают значение {\displaystyle \varphi =0}).

Координатные линии полярной системы координат и две точки

Полярная система координат ортогональна. Ортогональные координатные линии полярной системы координат суть концентрические окружности при {\displaystyle \rho ={\text{const}}} и лучи при {\displaystyle \varphi ={\text{const}}}.
Полярная система координат особенно проста и полезна в случаях, когда отношения между точками проще изобразить в виде радиусов и углов, тогда как в более распространённой декартовой системе координат такие отношения можно установить только путём применения тригонометрических уравнений.
Примеры неоднозначности координат. Как полярные координаты {\displaystyle \rho =3}, {\displaystyle \varphi =-{\frac {\pi }{2}}}, так и {\displaystyle \rho =3}, {\displaystyle \varphi ={\frac {3\pi }{2}}} задают одну и ту же точку плоскости. Как полярные координаты {\displaystyle \rho =1}, {\displaystyle \varphi =0}, так и {\displaystyle \rho =1}, {\displaystyle \varphi =2\pi } и {\displaystyle \rho =1}, {\displaystyle \varphi =-2\pi } задают также одну и ту же точку плоскости (см. рисунок справа с этими точками {\displaystyle N} и {\displaystyle A}).
Часто требуется в ущерб однозначности поддерживать непрерывное изменение полярных координат точек (например, у уравнениях, описывающих кривые на плоскости). Тогда отказываются от приведённых ограничений для {\displaystyle \rho } и {\displaystyle \varphi }. Закон изменения значений полярных координат {\displaystyle \rho } и {\displaystyle \varphi } выясняется в каждом конкретном случае. Обычно в качестве полярного угла берут величину {\displaystyle \varphi +k\pi }, где {\displaystyle k} — произвольное целое число, а полярному радиусу приписывают знак плюс или минус, смотря по ситуации (имеется более подробное описание).
Обобщённая полярная система координат — система координат на плоскости, определяющаяся двумя обобщёнными полярными координатами {\displaystyle r} и {\displaystyle \psi }, которые связаны с декартовыми прямоугольными координатами {\displaystyle x} и {\displaystyle y} следующими выражениями:
{\displaystyle x=ar\cos \psi ,\quad } {\displaystyle y=br\sin \psi ,}
где {\displaystyle \quad 0\leqslant r<+\infty ,\quad } {\displaystyle 0\leqslant \psi <2\pi ,\quad } {\displaystyle a,b>0,\quad } {\displaystyle a\neq b}.
Координатные линии обобщённой полярной системы координат суть эллипсы при {\displaystyle r={\text{const}}} и лучи при {\displaystyle \psi ={\text{const}}}.
Полярную систему координат в трёхмерном пространстве представляют цилиндрическая система координат и сферическая система координат.

## История
Понятие угла и радиуса были известны ещё в первом тысячелетии до нашей эры. Греческий астроном Гиппарх (190—120 до н. э.) создал таблицу, в которой для разных углов приводились длины хорд. Существуют свидетельства применения им полярных координат для определения положения небесных тел. Архимед в своём сочинении «Спирали» описывает так называемую спираль Архимеда, функцию, радиус которой зависит от угла. Работы греческих исследователей, однако, не развились в целостное определение системы координат.
В IX веке персидский математик Хаббаш аль-Хасиб (аль-Марвази́) применял методы картографических проекций и сферической тригонометрии для преобразования полярных координат в другую систему координат с центром в некоторой точке на сфере, в этом случае, для определения Киблы — направления на Мекку. Персидский астроном Абу Райхан Бируни (973—1048) выдвинул идеи, которые выглядят как описание полярной системы координат. Он был первым, кто, примерно в 1025 году, описал полярную экви-азимутальную равнопромежуточную проекцию небесной сферы.
Существуют разные версии о введении полярных координат в качестве формальной системы координат. Полная история возникновения и исследования описана в работе профессора из Гарварда Джулиан Лоувел Кулидж «Происхождение полярных координат». Грегуар де Сен-Венсан и Бонавентура Кавальери независимо друг от друга пришли к похожей концепции в середине XVII века. Сен-Венсан описал полярную систему в личных заметках в 1625 году, напечатав свои труды в 1647; а Кавальери напечатал свои труды в 1635 году, и исправленную версию в 1653 году. Кавальери применял полярные координаты для вычисления площади, ограниченной спиралью Архимеда. Блез Паскаль впоследствии использовал полярные координаты для вычисления длин параболических дуг.
В книге «Метод флюксий» (англ. Method of Fluxions, написана в 1671 году, напечатана в 1736 году) сэр Исаак Ньютон исследовал преобразование между полярными координатами, которые он обозначал как «Седьмой способ; Для спиралей» («англ. Seventh Manner; For Spirals»), и девятью другими системами координат. В статье, опубликованной в 1691 году в журнале Acta eruditorum, Якоб Бернулли использовал систему с точкой на прямой, которые он назвал полюсом и полярной осью соответственно. Координаты задавались как расстояние от полюса и угол от полярной оси. Работа Бернулли была посвящена проблеме нахождения радиуса кривизны кривых, определённых в этой системе координат.
Введение термина «полярные координаты» приписывают Грегорио Фонтана. В XVIII веке он входил в лексикон итальянских авторов. В английский язык термин попал через перевод трактата Сильвестра Лакруа «Дифференциальное и интегральное исчисление», выполненного в 1816 году Джорджем Пикоком Для трёхмерного пространства полярные координаты впервые предложил Алекси Клеро, а Леонард Эйлер был первым, кто разработал соответствующую систему.

## Определение полярной системы координат

Полярная система координат

Поля́рная систе́ма координа́т (лат. polus — полюс, от др.-греч. πόλος — полюс, ось) — система координат на плоскости, которую определяют следующие пять объектов (см. рисунок справа с этими объектами):
- масштаб, то есть единица измерения длины;
- единица измерения плоских углов (обычно радиан)[5];
- ориентация плоскости, то есть направление её вращения, которое выбрано положительным (обычно против часовой стрелки[8][10]);
- фиксированная точка плоскости {\displaystyle O}. Эта точка называется началом, или полюсом, системы координат;
- луч {\displaystyle OX}, исходящий из точки {\displaystyle O} и от неё направленный (обычно горизонтальный[10]). Этот луч называется полярной осью.

Полярные координаты точек плоскости

Полярные координаты — координаты произвольной точки {\displaystyle M} плоскости в выбранной полярной системе координат в виде следующих двух чисел:
- первая полярная координата, или полярный радиус {\displaystyle \rho }, — расстояние от полюса {\displaystyle O} до точки {\displaystyle M};
- вторая полярная координата, или полярный угол {\displaystyle \varphi }, — угол, на который поворачивается полярная ось до совмещения с точкой {\displaystyle M}.

Точка {\displaystyle M}, имеющая полярные координаты, обозначаемые греческими буквами {\displaystyle \rho } и {\displaystyle \varphi }, записываетсчя символом {\displaystyle M(\rho ,\varphi )} (иногда {\displaystyle M\langle \varphi ,r\rangle }).
В этих определениях предполагается, что полюс {\displaystyle O} и точка {\displaystyle M} не совпадают. Полюс {\displaystyle O} находится на особом положении: его полярный радиус {\displaystyle \rho } полагается равным нулю, а полярный угол {\displaystyle \varphi } — неопределённым, то есть ему можно приписать любое значение (иногда приписывают значение {\displaystyle \varphi =0}).
Раньше первой полярной координатой могли называть полярный угол {\displaystyle \varphi }, а второй — полярный радиус {\displaystyle \rho }. Полярный радиус также могут обозначать латинской буквой {\displaystyle r}, а полярный угол {\displaystyle \varphi } могут называть амплитудой, или фазой, и обозначать {\displaystyle \theta }.

Координатные линии полярной системы координат и две точки

Полярная система координат ортогональна. Ортогональные координатные линии полярной системы координат суть концентрические окружности при {\displaystyle \rho ={\text{const}}} и лучи при {\displaystyle \varphi ={\text{const}}}.
Полярная система координат особенно проста и полезна в случаях, когда отношения между точками проще изобразить в виде радиусов и углов, тогда как в более распространённой декартовой системе координат такие отношения можно установить только путём применения тригонометрических уравнений.
Примеры неоднозначности координат. Как полярные координаты {\displaystyle \rho =3}, {\displaystyle \varphi =-{\frac {\pi }{2}}}, так и {\displaystyle \rho =3}, {\displaystyle \varphi ={\frac {3\pi }{2}}} задают одну и ту же точку плоскости {\displaystyle N}. Как полярные координаты {\displaystyle \rho =1}, {\displaystyle \varphi =0}, так и {\displaystyle \rho =1}, {\displaystyle \varphi =2\pi } и {\displaystyle \rho =1}, {\displaystyle \varphi =-2\pi } задают также одну и ту же точку плоскости {\displaystyle A} (см. рисунок справа с этими точками).
Каждой паре значений полярных координат {\displaystyle \rho } и {\displaystyle \varphi } соответствует только одна 
точка плоскости, но одной и той же точке плоскости {\displaystyle M} соответствует бесконечное множество значений полярного угла {\displaystyle \varphi }, отличающихся друг от друга на число, кратное {\displaystyle 2\pi } (см. пример 1).
Как правило, полагают, что значения полярных координат {\displaystyle \rho } и {\displaystyle \varphi } точек плоскости, отличных от полюса, лежат в следующих границах:
{\displaystyle 0<\rho <+\infty ,\quad } {\displaystyle 0\leqslant \varphi <2\pi }
(иногда {\displaystyle \quad 0<\rho <+\infty ,\quad } {\displaystyle -\pi <\varphi \leqslant \pi }).
Такие ограничения на значения полярных координат ставятся для того, чтобы соответствие между точками плоскости, отличными от полюса, и парами полярных координат {\displaystyle (\rho ,\varphi )} получилось взаимно однозначным.
Главное значение полярного угла — значение полярного угла {\displaystyle \varphi }, при котором получается взаимно-однозначное соответствие между точками плоскости, отличными от полюса, и парами полярных координат. Как правило, это значения {\displaystyle 0\leqslant \varphi <2\pi } (иногда используются значения {\displaystyle -\pi <\varphi \leqslant \pi }).
Примеры главных значений полярных углов. Точке плоскости {\displaystyle N} из предыдущего примера отвечают полярные координаты {\displaystyle \rho =3}, {\displaystyle \varphi ={\frac {3\pi }{2}}+2k\pi }, где {\displaystyle k} есть целое число, при этом главное значение полярного угла {\displaystyle {\frac {3\pi }{2}}}. Точке плоскости {\displaystyle A} из примера 1 отвечают полярные координаты {\displaystyle \rho =1}, {\displaystyle \varphi =2k\pi }, при этом главное значение полярного угла {\displaystyle \varphi =0}.
Часто требуется в ущерб однозначности поддерживать непрерывное изменение полярных координат точек (например, у уравнениях, описывающих кривые на плоскости). Тогда отказываются от приведённых ограничений для {\displaystyle \rho } и {\displaystyle \varphi }. Закон изменения значений полярных координат {\displaystyle \rho } и {\displaystyle \varphi } выясняется в каждом конкретном случае. Например (имеется более подробное описание):
- при вращении некоторой точки по окружности в обе стороны (когда {\displaystyle \rho ={\text{const}}}) естественно считать, что полярный угол этой точки может принимать значения, большие {\displaystyle 2\pi } или меньшие нуля;
- при движении точки по прямой, проходящей через полюс (когда {\displaystyle \varphi ={\text{const}}}), естественно считать, что при переходе через полюс полярный радиус точки меняет знак.

Обобщённая полярная система координат — система координат на плоскости, определяющаяся двумя обобщёнными полярными координатами {\displaystyle r} и {\displaystyle \psi }, которые связаны с декартовыми прямоугольными координатами {\displaystyle x} и {\displaystyle y} следующими выражениями:
{\displaystyle x=ar\cos \psi ,\quad } {\displaystyle y=br\sin \psi ,}
где {\displaystyle \quad 0\leqslant r<+\infty ,\quad } {\displaystyle 0\leqslant \psi <2\pi ,\quad } {\displaystyle a,b>0,\quad } {\displaystyle a\neq b}.
Координатные линии обобщённой полярной системы координат суть эллипсы при {\displaystyle r={\text{const}}} и лучи при {\displaystyle \psi ={\text{const}}}.
Полярную систему координат в трёхмерном пространстве представляют цилиндрическая система координат и сферическая система координат.

## Связь полярных и декартовых координат

### Соответствие полярной и декартовой систем координат
Иногда приходится одновременно использовать и полярную и декартову системы координат. в такой ситуации появляются две задачи: по полярным координата некоторой точки определить её декартовы координаты, и наоборот. Решим эти две задачи в частном случае, когда полярная и декартова системы координат связаны определённым образом.
Если на плоскости задана некоторая полярная система координат, то тем самым задана и следующая строго определённая декартова система координат, и наоборот.
Декартова система координат, определённая данной полярной — система координат, определённая следующим образом:
- масштаб декартовой системы равен масштабу полярной;
- начало декартовой системы {\displaystyle O} совпадает с началом полярной {\displaystyle O};
- положительная полуось абсцисс {\displaystyle OX} декартовой системы совпадает с полярной осью {\displaystyle OX};
- ориентация декартовой системы совпадает с ориентацией полярной;
- ось ординат {\displaystyle OY} декартовой системы совпадает с её осью абсцисс {\displaystyle OX}, повёрнутой на угол {\displaystyle \varphi ={\frac {\pi }{2}}} в положительном направлении.

Полярная система координат, определённая данной декартовой — система координат, определённая следующим образом:
- масштаб полярной системы равен масштабу декартовой;
- начало полярной системы {\displaystyle O} совпадает с началом декартовой {\displaystyle O};
- полярная ось {\displaystyle OX} совпадает с положительной полуосью абсцисс {\displaystyle OX} декартовой системы;
- ориентация полярной системы совпадает с ориентацией декартовой;
- полярная ось {\displaystyle OX}, повёрнутая на угол {\displaystyle \varphi ={\frac {\pi }{2}}} в положительном направлении, совпадает с положительной полуосью ординат {\displaystyle OY} декартовой системы.

Если для данной декартовой системы координат построить определённую ею полярную, а потом для этой полярной системы координат построить определённую ею декартову, то получится исходная декартова система координат. И наоборот.
В итоге получаем следующую теорему.
Теорема соответствия систем координат. Каждой декартовой системы координат соответствует строго определённая полярная, и наоборот.

### Формулы перехода между полярными и декартовыми координатами

Полярные и декартовы координаты

#### Положительный полярный радиус
В случае положительного полярного радиуса {\displaystyle \rho \geqslant 0} очень легко доказывается следующая достаточно очевидная теорема.
Теорема представления декартовых координат. Формулы, выражающие декартовы координаты через полярные, имеют следующий вид:
{\displaystyle x=\rho \cos \varphi ,\quad } {\displaystyle y=\rho \sin \varphi .}
Следующую теорему можно легко доказать непосредственно или вывести её из предыдущей теоремы.
Теорема представления полярных координат. Формулы, выражающие полярные координаты через декартовы, имеют следующий вид:
{\displaystyle \rho ={\sqrt {x^{2}+y^{2}}},}
{\displaystyle \cos \varphi ={\frac {x}{\sqrt {x^{2}+y^{2}}}},\quad } {\displaystyle \sin \varphi ={\frac {y}{\sqrt {x^{2}+y^{2}}}},}
{\displaystyle \operatorname {tg} \varphi ={\frac {y}{x}}.}
Следует иметь ввиду, что одной формулы {\displaystyle \operatorname {tg} \varphi ={\frac {y}{x}}} или только одной из формул {\displaystyle \cos \varphi ={\frac {x}{\sqrt {x^{2}+y^{2}}}}}, {\displaystyle \sin \varphi ={\frac {y}{\sqrt {x^{2}+y^{2}}}}} недостаточно для правильного определения полярного угла {\displaystyle \varphi }, что подтверждает следующая задача.
Задача вычисления полярных координат. Пусть декартовы координаты точки {\displaystyle M} плоскости равны {\displaystyle x=2}, {\displaystyle y=-2}. Вычислит полярные координаты этой точки.
Решение. 1. Сразу получаем: {\displaystyle \rho ={\sqrt {2^{2}+(-2)^{2}}}=2{\sqrt {2}}}, {\displaystyle \operatorname {tg} \varphi ={\frac {-2}{2}}=-1}. Следовательно, либо {\displaystyle \varphi ={\frac {3\pi }{4}}+2k\pi }, либо {\displaystyle \varphi ={\frac {7\pi }{4}}+2k\pi }. Но поскольку данная точка лежит в четвёртой четверти, то верно только второе значение, и главное значение полярного угла {\displaystyle \varphi } равно {\displaystyle {\frac {7\pi }{4}}}.
2. Используем другую формулу: {\displaystyle \cos \varphi ={\frac {2}{2{\sqrt {2}}}}={\frac {\sqrt {2}}{2}}}. Следовательно, либо {\displaystyle \varphi ={\frac {\pi }{4}}+2k\pi }, либо {\displaystyle \varphi ={\frac {7\pi }{4}}+2k\pi }. Но поскольку данная точка лежит в четвёртой четверти, то верно только второе значение. Получили то же самое, что и раньше.
Определим главное значение полярного угла {\displaystyle \varphi } произвольной точки {\displaystyle M(\rho ,\varphi )} плоскости по её декартовым координатам {\displaystyle (x,y)}, используя квадрант точки М и формулу {\displaystyle \operatorname {tg} \varphi ={\frac {y}{x}}}:
- для главного значения полярного угла в полуинтервале {\displaystyle [0,2\pi )} имеем следующие формулы:

{\displaystyle \rho >0,\quad } {\displaystyle 0\leqslant \varphi <2\pi ,}
{\displaystyle \varphi ={\begin{cases}\operatorname {arctg} {\displaystyle {\frac {y}{x}}},&x>0,y\geqslant 0;\\\operatorname {arctg} {\displaystyle {\frac {y}{x}}}+2\pi ,&x>0,y<0;\\\operatorname {arctg} {\displaystyle {\frac {y}{x}}}+\pi ,&x<0;\\{\displaystyle {\frac {\pi }{2}}},&x=0,y>0;\\{\displaystyle {\frac {3\pi }{2}}},&x=0,y<0;\end{cases}}}
- для главного значения полярного угла в полуинтервале {\displaystyle (-\pi ,\;\pi ]} имеем следующие формулы:

{\displaystyle \rho >0,\quad } {\displaystyle -\pi <\varphi \leqslant \pi ,}
{\displaystyle \varphi ={\begin{cases}\operatorname {arctg} {\displaystyle {\frac {y}{x}}},&x>0;\\\operatorname {arctg} {\displaystyle {\frac {y}{x}}}+\pi ,&x<0,y\geqslant 0;\\\operatorname {arctg} {\displaystyle {\frac {y}{x}}}-\pi ,&x<0,y<0;\\{\displaystyle {\frac {\pi }{2}}},&x=0,y>0;\\-{\displaystyle {\frac {\pi }{2}}},&x=0,y<0.\end{cases}}}
Учитывая, что для вычисления полярного угла недостаточно знать отношение {\displaystyle y} к {\displaystyle x}, а ещё нужны знаки одного из этих чисел, многие из современных языков программирования имеют среди своих функций, помимо функции обычного арктангенса, ещё и дополнительную функцию арктангенса с двумя аргументами для числителя и знаменателя. Например, в системе компьютерной алгебры Mathematica язык программирования Wolfram поддерживает функцию ArcTan, которую можно использовать как с одним аргументом, так и с двумя.

#### Полярный радиус любого знака
Пусть полярный радиус может принимать любые вещественные значения. Тогда формулы перехода между полярными и декартовыми координатами принимают другой вид (три формулы остаются прежними, три формулы изменяются):
{\displaystyle x=\rho \cos \varphi ,\quad } {\displaystyle y=\rho \sin \varphi .}
{\displaystyle \rho =\pm {\sqrt {x^{2}+y^{2}}},}
{\displaystyle \cos \varphi ={\frac {x}{\pm {\sqrt {x^{2}+y^{2}}}}},\quad } {\displaystyle \sin \varphi ={\frac {y}{\pm {\sqrt {x^{2}+y^{2}}}}},}
{\displaystyle \operatorname {tg} \varphi ={\frac {y}{x}},}
причём для конкретной точки на плоскости в знаке плюс-минус берётся либо только плюс, либо только минус.
Определим главное значение полярного угла {\displaystyle \varphi } произвольной точки {\displaystyle M(\rho ,\varphi )} плоскости по её декартовым координатам {\displaystyle (x,y)} при {\displaystyle \rho <0}, используя квадрант точки М и формулу {\displaystyle \operatorname {tg} \varphi ={\frac {y}{x}}}:
- для главного значения полярного угла в полуинтервале {\displaystyle [0,2\pi )} имеем следующие формулы:

{\displaystyle \rho <0,\quad } {\displaystyle 0\leqslant \varphi <2\pi ,}
{\displaystyle \varphi ={\begin{cases}\operatorname {arctg} {\displaystyle {\frac {y}{x}}}+\pi ,&x>0;\\\operatorname {arctg} {\displaystyle {\frac {y}{x}}}+2\pi ,&x<0,y\geqslant 0;\\\operatorname {arctg} {\displaystyle {\frac {y}{x}}}+\pi ,&x<0,y<0;\\{\displaystyle {\frac {3\pi }{2}}},&x=0,y>0;\\{\displaystyle {\frac {\pi }{2}}},&x=0,y<0;\end{cases}}}
- для главного значения полярного угла в полуинтервале {\displaystyle (-\pi ,\;\pi ]} имеем следующие формулы:

{\displaystyle \rho <0,\quad } {\displaystyle -\pi <\varphi \leqslant \pi ,}
{\displaystyle \varphi ={\begin{cases}\operatorname {arctg} {\displaystyle {\frac {y}{x}}}-\pi ,&x>0,y\geqslant ;\\\operatorname {arctg} {\displaystyle {\frac {y}{x}}}+\pi ,&x>0,y<0;\\\operatorname {arctg} {\displaystyle {\frac {y}{x}}},&x<0;\\-{\displaystyle {\frac {\pi }{2}}},&x=0,y>0;\\{\displaystyle {\frac {\pi }{2}}},&x=0,y<0.\end{cases}}}

### Обобщённая полярная система координат
Формулы перехода от полярной системы координат к декартовой позволяют сформулировать более простое определение полярной системы координат.
Поля́рная систе́ма координа́т — система координат на плоскости, определяющаяся двумя полярными координатами {\displaystyle \rho } и {\displaystyle \varphi }, которые связаны с декартовыми прямоугольными координатами {\displaystyle x} и {\displaystyle y} следующими выражениями:
{\displaystyle x=\rho \cos \varphi ,\quad } {\displaystyle y=\rho \sin \varphi ,}
где {\displaystyle \quad 0\leqslant \rho <+\infty ,\quad } {\displaystyle 0\leqslant \varphi <2\pi }.
Такое определение даёт возможность ввести следующее понятие обобщённой полярной системы координат.
Обобщённая полярная система координат — система координат на плоскости, определяющаяся двумя обобщёнными полярными координатами {\displaystyle r} и {\displaystyle \psi }, которые связаны с декартовыми прямоугольными координатами {\displaystyle x} и {\displaystyle y} следующими выражениями:
{\displaystyle x=ar\cos \psi ,\quad } {\displaystyle y=br\sin \psi ,}
где {\displaystyle \quad 0\leqslant r<+\infty ,\quad } {\displaystyle 0\leqslant \psi <2\pi ,\quad } {\displaystyle a,b>0,\quad } {\displaystyle a\neq b}.
Координатные линии обобщённой полярной системы координат суть эллипсы при {\displaystyle r={\text{const}}} и лучи при {\displaystyle \psi ={\text{const}}}.

### Окружность, проходящая через полюс

Окружность, проходящая через полюс

Окружность, проходящая через полюс — окружность, на которой находится полюс {\displaystyle O} полярной системы координат. Использование такой окружности достаточно распространено в геометрии, например, на её уравнении основан вывод уравнений улитки Паскаля и кардиоиды. В декартовой системе координат {\displaystyle XOY} уравнение такой окружности радиуса {\displaystyle R} легко получается по теореме Пифагора (см. рисунок справа с прямоугольным треугольником {\displaystyle CMP}):
{\displaystyle (x-R)^{2}+y^{2}=R^{2}},
причём центр {\displaystyle C} окружности находится на положительной полуоси {\displaystyle OX}.
С помощью формул
{\displaystyle x=\rho \cos \varphi ,\quad } {\displaystyle \rho ={\sqrt {x^{2}+y^{2}}}}
легко вычисляется уравнение этой окружности в полярной системе координат с полюсом {\displaystyle O} и полярной осью {\displaystyle OX}:
{\displaystyle \rho ^{2}-2R\rho \cos \varphi =0}.
Полученное уравнение окружности распадается на два уравнения:
{\displaystyle \rho =0};
{\displaystyle \rho -2R\cos \varphi =0}.
Первое уравнение есть уравнение полюса {\displaystyle O}. Второе уравнение есть уравнение всей окружности, при этом полюс {\displaystyle O} получается при {\displaystyle \varphi ={\frac {\pi }{2}}} и {\displaystyle \varphi =-{\frac {\pi }{2}}}. Следовательно, первое уравнение можно отбросить, окончательно получаем уравнение такой окружности в полярной системе координат:
{\displaystyle \rho =2R\cos \varphi }.
Это уравнение можно получить непосредственно, без привлечения декартовой системы координат, по теореме Пифагора из прямоугольного треугольника {\displaystyle MOK} (см. рисунок справа вверху с этим треугольником).
Приведём уравнения окружности, проходящей через полюс, соответственно в декартовой и полярной системах координат с центром окружности, находящимся:
- на положительной полуоси {\displaystyle OY}:

{\displaystyle x^{2}+(y-R)^{2}=R^{2}},
{\displaystyle \rho =2R\sin \varphi };
- на отрицательной полуоси {\displaystyle OY}:

{\displaystyle x^{2}+(y+R)^{2}=R^{2}},
{\displaystyle \rho =-2R\sin \varphi };
- на отрицательной полуоси {\displaystyle OX}:

{\displaystyle (x+R)^{2}+y^{2}=R^{2}},
{\displaystyle \rho =-2R\cos \varphi }.

### Использование отрицательных значений полярного радиуса

Окружность, проходящая через полюс

Рассмотрим следующее уравнение окружности, проходящей через полюс:
{\displaystyle (x-R)^{2}+y^{2}=R^{2}},
когда центр окружности находится на положительной полуоси {\displaystyle OX} (см. рисунок справа с такой окружностью).
Если использовать только неотрицательные значения полярного радиуса {\displaystyle \rho } и не вводить отрицательных, то в этом уравнении угол {\displaystyle \varphi } можно использовать только в первой и четвёртой четвертях, а во второй и третьей — нельзя, поскольку, например, при {\displaystyle \varphi ={\frac {3\pi }{4}}} из уравнения следует {\displaystyle \rho =-R{\sqrt {2}}}. Это вытекает из того, что луч {\displaystyle ON} и окружность имеют только одну общую точку: полюс.
Но в том случае, когда используются отрицательные значения полярного радиуса {\displaystyle \rho }, то как раз полярные координаты
{\displaystyle \rho =-R{\sqrt {2}},\quad } {\displaystyle \varphi ={\frac {3\pi }{4}}}
и соответствуют точке {\displaystyle L} на продолжении луча {\displaystyle ON}.

## Дифференциальные характеристики

### Первые и вторые производные

#### Якобианы
Независимо от знаков декартовых координат частные производные функций перехода между полярными и декартовыми координатами
{\displaystyle x=\rho \cos \varphi ,\quad } {\displaystyle y=\rho \sin \varphi ,}
{\displaystyle \rho =\pm {\sqrt {x^{2}+y^{2}}},\quad } {\displaystyle \varphi =\operatorname {arctg} {\frac {y}{x}}}
имеют следующий очень простой вид, благодаря чему получаем удобные якобианы:
{\displaystyle \det {\frac {D(x,\,y)}{D(\rho ,\,\varphi )}}={\begin{vmatrix}{\dfrac {\partial x}{\partial \rho }}&{\dfrac {\partial x}{\partial \varphi }}\\{\dfrac {\partial y}{\partial \rho }}&{\dfrac {\partial y}{\partial \varphi }}\end{vmatrix}}={\begin{vmatrix}\cos(\varphi )&-\rho \sin(\varphi )\\\sin(\varphi )&\rho \cos(\varphi )\end{vmatrix}}=\rho };
{\displaystyle \det {\frac {D(\rho ,\;\varphi )}{D(x,\;y)}}={\begin{vmatrix}{\dfrac {\partial \rho }{\partial x}}&{\dfrac {\partial \rho }{\partial y}}\\{\dfrac {\partial \varphi }{\partial x}}&{\dfrac {\partial \varphi }{\partial y}}\end{vmatrix}}={\begin{vmatrix}\cos(\varphi )&\sin(\varphi )\\-{\dfrac {1}{\rho }}\sin(\varphi )&{\dfrac {1}{\rho }}\cos(\varphi )\end{vmatrix}}={\dfrac {1}{\rho }}}.

#### Элемент длины

##### Непосредственное вычисление
Элемент длины в полярной системе координат определяется следующей формулой:
{\displaystyle dl={\sqrt {d\rho ^{2}+\rho ^{2}d\varphi ^{2}}}.}

Элемент длины в полярных координатах

Вычислим элемент длины на плоскости в полярной системе координат. Пусть дана некоторая дуга и произвольную точку {\displaystyle M} на ней (см. рисунок справа с толстой синей дугой). Проведём координатную окружность (с центром в начале координат {\displaystyle O}) радиуса {\displaystyle OM=\rho }. Рассмотрим криволинейный треугольник {\displaystyle MKN}, образованный дугой окружности {\displaystyle {\stackrel {\smile }{MK}}=\rho \Delta \varphi }, отрезком {\displaystyle KN=\Delta \rho } и частью {\displaystyle {\stackrel {\smile }{MN}}=\Delta l} исходной дуги, причём у этого треугольника угол при вершине {\displaystyle K} прямой. Теорема Пифагора для такого криволинейного треугольника в точности не соблюдается, но когда дуга {\displaystyle {\stackrel {\smile }{MN}}} бесконечно мала, сумма квадратов «катетов» эквивалентна квадрату «гипотенузы»: 
{\displaystyle {\stackrel {\smile }{MN}}\approx {\sqrt {KN^{2}+{\stackrel {\smile }{KM}}\,\!^{2}}}},
то есть в других обозначениях
{\displaystyle \Delta l\approx {\sqrt {\Delta \rho ^{2}+\rho ^{2}\Delta \varphi ^{2}}}\approx {\sqrt {d\rho ^{2}+\rho ^{2}d\varphi ^{2}}}},
а эта формула и представляет элемент длины дуги {\displaystyle l} в полярной системе координат.

##### Использование элемента длины из декартовых координат
Дифференциал дуги в полярной системе координат можно вычислить, исходя из элемента длины в декартовой системе координат
{\displaystyle dl={\sqrt {dx^{2}+dy^{2}}}},
используя формулы, выражающие декартовы координаты через полярные:
{\displaystyle x=\rho \cos \varphi ,\quad } {\displaystyle y=\rho \sin \varphi .}
Действительно, вычислим дифференциалы координат
{\displaystyle dx=d(\rho \cos \varphi )=\cos \varphi \,d\rho -\rho \sin \varphi \,d\varphi },
{\displaystyle dy=d(\rho \sin \varphi )=\sin \varphi \,d\rho +\rho \cos \varphi \,d\varphi }
и подставим эти равенства в элемент длины в декартовых координатах, получим:
{\displaystyle dl={\sqrt {(\cos \varphi \,d\rho -\rho \sin \varphi \,d\varphi )^{2}+(\sin \varphi \,d\rho +\rho \cos \varphi \,d\varphi )^{2}}}=}
{\displaystyle {}={\sqrt {d\rho ^{2}+\rho ^{2}d\varphi ^{2}}}}.

#### Другие формулы
Коэффициенты Ламе:
{\displaystyle L_{\rho }=1,\quad } {\displaystyle L_{\varphi }=\rho .}
Элемент площади:
{\displaystyle ds=\rho d\rho d\varphi .}

### Векторные операции
Градиенты:
{\displaystyle \operatorname {grad} _{\rho }f={\frac {\partial f}{\partial \rho }},\quad } {\displaystyle \operatorname {grad} _{\varphi }f={\frac {1}{\rho }}{\frac {\partial f}{\partial \varphi }}.}
Дивергенция:
{\displaystyle \operatorname {div} a={\frac {1}{\rho }}a_{\rho }+{\frac {\partial a_{\rho }}{\partial \rho }}+{\frac {1}{\rho }}{\frac {\partial a_{\varphi }}{\partial \varphi }}.}
Оператор Лапласа:
{\displaystyle \Delta f={\frac {1}{\rho }}{\frac {\partial }{\partial \rho }}\left(\rho {\frac {\partial f}{\partial \rho }}\right)+{\frac {1}{\rho ^{2}}}{\frac {\partial ^{2}f}{\partial \varphi ^{2}}}=}
{\displaystyle {}={\frac {\partial ^{2}f}{\partial \rho ^{2}}}+{\frac {1}{\rho }}{\frac {\partial f}{\partial \rho }}+{\frac {1}{\rho ^{2}}}{\frac {\partial ^{2}f}{\partial \varphi ^{2}}}.}

## Уравнение кривых в полярных координатах
Благодаря радиальной природе полярной системы координат, некоторые кривые могут быть достаточно просто описаны полярным уравнением, тогда как уравнение в прямоугольной системе координат было бы намного сложнее. Среди самых известных кривых: полярная роза, архимедова спираль, Лемниската, улитка Паскаля и кардиоида.

### Окружность

Окружность, заданная уравнением

Общее уравнение окружности с центром в ({\displaystyle r_{0},\;\theta }) и радиусом {\displaystyle a} имеет вид:
{\displaystyle r^{2}-2rr_{0}\cos(\varphi -\theta )+r_{0}^{2}=a^{2}.}
Это уравнение может быть упрощено для частных случаев, например
{\displaystyle r(\varphi )=a}
является уравнением, определяющим окружность с центром в полюсе и радиусом {\displaystyle a}.

### Прямая
Радиальные прямые (те, которые проходят через полюс) определяются уравнением
{\displaystyle \varphi =\theta },
где {\displaystyle \theta } — угол, на который прямая отклоняется от полярной оси, то есть, {\displaystyle \theta =\mathrm {arctg} \,m}, где {\displaystyle m} — наклон прямой в прямоугольной системе координат. Нерадиальная прямая, перпендикулярно пересекает радиальную прямую {\displaystyle \varphi =\theta } в точке {\displaystyle (r_{0},\;\theta )} определяется уравнением
{\displaystyle r(\varphi )=r_{0}\sec(\varphi -\theta ).}

### Полярная роза

Полярная роза задана уравнением

Полярная роза — известная математическая кривая, похожая на цветок с лепестками. Она может быть определена простым уравнением в полярных координатах:
{\displaystyle r(\varphi )=a\cos(k\varphi +\theta _{0})}
для произвольной постоянной {\displaystyle \theta _{0}} (включая 0). Если {\displaystyle k} — целое число, то это уравнение будет определять розу с {\displaystyle k} лепестками для нечётных {\displaystyle k}, либо с {\displaystyle 2k} лепестками для чётных {\displaystyle k}. Если {\displaystyle k} — рациональное, но не целое, график, заданный уравнением, образует фигуру, подобную розе, но лепестки будут перекрываться. Если {\displaystyle k} — иррациональное, то роза состоит из бесконечного множества частично накладывающихся друг на друга лепестков. Розы с 2, 6, 10, 14 и т. д. лепестками этим уравнением определить невозможно. Переменная {\displaystyle a} определяет длину лепестков.
Если считать, что радиус не может быть отрицательным, то при любом натуральном {\displaystyle k} мы будем иметь {\displaystyle k}-лепестковую розу. Таким образом, уравнение {\displaystyle r(\varphi )=\cos(2\varphi )}
будет определять розу с двумя лепестками. С геометрической точки зрения радиус — это расстояние от полюса до точки и он не может быть отрицательным.

### Спираль Архимеда

Одна из ветвей спирали Архимеда, задаваемая уравнением для

Архимедова спираль названа в честь её изобретателя, древнегреческого математика Архимеда. Эту спираль можно определить с помощью простого полярного уравнения:
{\displaystyle r(\varphi )=a+b\varphi .}
Изменения параметра {\displaystyle a} приводят к повороту спирали, а параметра {\displaystyle b} — расстояния между витками, которое является константой для конкретной спирали. Спираль Архимеда имеет две ветви, одну для {\displaystyle \varphi >0} а другую для {\displaystyle \varphi <0}. Две ветви плавно соединяются в полюсе. Зеркальное отображение одной ветви относительно прямой, проходящей через угол 90°/270°, даст другую ветвь. Эта кривая интересна тем, что была описана в математической литературе одной из первых, после конического сечения, и лучше других определяется именно полярным уравнением.

### Конические сечения

Полярные координаты для эллипса с началом координат в одном из его фокусов

Коническое сечение, один из фокусов которого находится в полюсе, а другой — где-то на полярной оси, так, что ось лежит вдоль полярной оси, задаётся уравнением:
{\displaystyle r={\frac {\ell }{1-e\cos \varphi }},}
где {\displaystyle e} — эксцентриситет,
{\displaystyle \ell } — фокальный параметр — расстояние от фокуса до директрисы.
Если {\displaystyle e>1} это уравнение определяет гиперболу; если {\displaystyle e=1,} то параболу; если {\displaystyle e<1,} то эллипс. Особым случаем является {\displaystyle e=0}, определяющим окружность с радиусом {\displaystyle \ell }.
Например, уравнение эллипса в полярных координатах, когда ось координат направлена по одной из осей эллипса и начало координат находится в одном из его фокусов будет:
{\displaystyle r(\varphi )={\frac {a(1-e^{2})}{1\pm e\cos \varphi }}={\frac {\ell }{1\pm e\cos \varphi }},}
где {\displaystyle a} — длина полуоси эллипса вдоль оси координат.
Знак в знаменателе последнего выражения отрицательный, если направление оси координат к центру эллипса и положительный если иначе.

## Связь полярных координат с комплексными числами

Пример комплексного числа, нанесённого на комплексную плоскость

Пример комплексного числа, изображённого на плоскости с использованием формулы Эйлера

Каждое комплексное число может быть представлено точкой на комплексной плоскости, и, соответственно, положение этой точки может задаваться любой системой координат, например, в декартовых координатах (прямоугольная или декартова форма), либо в полярных координатах (полярная форма).
Комплексное число {\displaystyle z} может быть записано в прямоугольной форме так:
{\displaystyle z=x+iy,}
где {\displaystyle i} — мнимая единица,
или в полярной системе координат:
{\displaystyle z=r\cdot (\cos \varphi +i\sin \varphi ),}
отсюда:
{\displaystyle z=re^{i\varphi }},
где {\displaystyle e} — число Эйлера.
Согласно формуле Эйлера, оба представления эквивалентны. В этой формуле, как и в других формулах, где углы находятся в показателе степени, угол {\displaystyle \varphi } всегда задан в радианах.
Для перехода между прямоугольным и полярным представлением комплексных чисел могут использоваться формулы преобразования между системами координат (см. формулы преобразования между системами координат выше).
Операции умножения, деления и возведения в степень комплексных чисел проще проводить в полярной форме. Согласно этим правилам:
- Умножение:

{\displaystyle r_{0}e^{i\varphi _{0}}\cdot r_{1}e^{i\varphi _{1}}=r_{0}r_{1}e^{i(\varphi _{0}+\varphi _{1})}.}
- Деление:

{\displaystyle {\frac {r_{0}e^{i\varphi _{0}}}{r_{1}e^{i\varphi _{1}}}}={\frac {r_{0}}{r_{1}}}e^{i(\varphi _{0}-\varphi _{1})}.}
- Возведение в степень (формула Муавра):

{\displaystyle (re^{i\varphi })^{n}=r^{n}e^{in\varphi }.}

## В математическом анализе
Операции математического анализа тоже можно сформулировать, используя полярные координаты.

### Дифференциальное исчисление
Справедливы следующие формулы:
{\displaystyle r{\frac {\partial }{\partial r}}=x{\frac {\partial }{\partial x}}+y{\frac {\partial }{\partial y}},}
{\displaystyle {\frac {\partial }{\partial \varphi }}=-y{\frac {\partial }{\partial x}}+x{\frac {\partial }{\partial y}}.}
Чтобы найти тангенс угла наклона касательной к любой данной точке полярной кривой {\displaystyle r(\varphi )} в декартовых координатах, выразим их через систему уравнений в параметрическом виде:
{\displaystyle x=r(\varphi )\cos \varphi ,}
{\displaystyle y=r(\varphi )\sin \varphi .}
Дифференцируя оба уравнения по {\displaystyle \varphi } получим:
{\displaystyle {\frac {dx}{d\varphi }}=r'(\varphi )\cos \varphi -r(\varphi )\sin \varphi ,}
{\displaystyle {\frac {dy}{d\varphi }}=r'(\varphi )\sin \varphi +r(\varphi )\cos \varphi .}
Разделив эти уравнения (второе на первое), получим искомый тангенс угла наклона касательной в декартовой системе координат в точке {\displaystyle (r,\;r(\varphi ))}:
{\displaystyle {\frac {dy}{dx}}={\frac {r'(\varphi )\sin \varphi +r(\varphi )\cos \varphi }{r'(\varphi )\cos \varphi -r(\varphi )\sin \varphi }}.}

### Интегральное исчисление

Область, которая образована полярной кривой и лучами и

Пусть {\displaystyle R} — область, которая ограничена кривой, заданной в полярных координатах как {\displaystyle r(\varphi )} и двумя лучами определяемыми как {\displaystyle \varphi =a} и {\displaystyle \varphi =b,} где {\displaystyle 0<b-a<2\pi }. Тогда площадь этой области равна определённому интегралу:
{\displaystyle {\frac {1}{2}}\int \limits _{a}^{b}[r(\varphi )]^{2}\,d\varphi .}

Область образована из секторов (на рисунке для простоты показано 5 секторов

Этот результат получен следующим образом. Разобьём интервал  {\displaystyle [a,\;b]} на произвольное число равных подынтервалов {\displaystyle n}. Тогда длина каждого подынтервала {\displaystyle \Delta \varphi } равна {\displaystyle b-a} (полная длина интервала) делённая на {\displaystyle n} (число подынтервалов). Пусть для каждого подынтервала {\displaystyle i=1,\;2,\;\ldots ,\;n} {\displaystyle \varphi _{i}} — значение функкции в некоторой точке интервала. Построив секторы с центром в полюсе, радиусами {\displaystyle r(\varphi _{i})}, центральными углами {\displaystyle \Delta \varphi } и длиной дуги {\displaystyle r(\varphi _{i})\Delta \varphi }. Площадь каждого такого сектора будет {\displaystyle {\frac {1}{2}}r(\varphi _{i})^{2}\Delta \varphi }. Отсюда, полная площадь всех секторов приближённо равна искомой площади фигуры:
{\displaystyle \sum _{i=1}^{n}{\frac {1}{2}}r(\varphi _{i})^{2}\,\Delta \varphi .}
Если число подынтервалов {\displaystyle n} увеличивать, то погрешность такого приближенного выражения будет уменьшаться и в пределе при {\displaystyle n\to \infty }, полученная сумма станет интегралом равным точной площади фигуры:
{\displaystyle \lim _{\Delta \varphi \to 0}\sum _{i=1}^{\infty }{\frac {1}{2}}r(\varphi _{i})^{2}\,\Delta \varphi ={\frac {1}{2}}\int \limits _{a}^{b}[r(\varphi )]^{2}\,d\varphi .}

#### Обобщение
В декартовых координатах площадь бесконечно малого элемента некоторой фигуры равна {\displaystyle dA=dx\,dy}. При переходе к другой системе координат в кратных интегралах вычисления площади необходимо использовать определитель Якоби:
{\displaystyle J=\det {\frac {\partial (x,\;y)}{\partial (r,\;\varphi )}}={\begin{vmatrix}{\dfrac {\partial x}{\partial r}}&{\dfrac {\partial x}{\partial \varphi }}\\{\dfrac {\partial y}{\partial r}}&{\dfrac {\partial y}{\partial \varphi }}\end{vmatrix}}.}
Для полярной системы координат, определитель матрицы Якоби равен {\displaystyle r}:
{\displaystyle J={\begin{vmatrix}\cos \varphi &-r\sin \varphi \\\sin \varphi &r\cos \varphi \end{vmatrix}}=r\cos ^{2}\varphi +r\sin ^{2}\varphi =r.}
Следовательно, площадь бесконечно малого элемента в полярных координатах можно записать так:
{\displaystyle dA=J\,dr\,d\varphi =r\,dr\,d\varphi .}
Функция для площади, записанная в полярных координатах, может быть интегрирована следующим образом:
{\displaystyle \iint \limits _{R}f(r,\;\varphi )\,dA=\int \limits _{a}^{b}\int \limits _{0}^{r(\varphi )}f(r,\;\varphi )\,r\,dr\,d\varphi .}
Здесь фигура {\displaystyle R}, как и в предыдущем описании нахождения площади такая же, которую образуют полярная кривая {\displaystyle r(\varphi )} и два луча {\displaystyle \varphi =a} и {\displaystyle \varphi =b}.
Формула для вычисления площади, приведённая в предыдущем описании, получена для случая {\displaystyle f=1}.
Частным результатом применения формулы преобразования элемента площади в разных системах координат для кратных интегралов является интеграл Эйлера — Пуассона:
{\displaystyle \int \limits _{-\infty }^{\infty }e^{-x^{2}}\,dx={\sqrt {\pi }}.}

### Векторный анализ
Для полярных координат можно применить элементы векторного анализа. Любое векторное поле {\displaystyle \mathbf {F} } на двумерном пространстве (плоскости) можно записать в полярной системе координат, используя единичные векторы:
{\displaystyle \mathbf {e} _{r}=(\cos \varphi ,\;\sin \varphi )}
в направлении {\displaystyle \mathbf {r} }, и
{\displaystyle \mathbf {e} _{\varphi }=(-\sin \varphi ,\;\cos \varphi );}
{\displaystyle \mathbf {F} =F_{r}\mathbf {e} _{r}+F_{\varphi }\mathbf {e} _{\varphi }.}
Связь между декартовыми компонентами поля {\displaystyle F_{x}} и {\displaystyle F_{y}} и его компонентами в полярной системе координат задаётся уравнениями:
{\displaystyle F_{x}=F_{r}\cos \varphi -F_{\varphi }\sin \varphi ;}
{\displaystyle F_{y}=F_{r}\sin \varphi +F_{\varphi }\cos \varphi .}
Соответствующим образом в полярной системе координат определяются операторы векторного анализа. Например, градиент скалярного поля {\displaystyle \Phi (r,\;\varphi )} записывается:
{\displaystyle \mathrm {grad} \,\Phi ={\frac {\partial \Phi }{\partial r}}\mathbf {e} _{r}+{\frac {1}{r}}{\frac {\partial \Phi }{\partial \varphi }}\mathbf {e} _{\varphi }.}
Всё это работает за исключением одной особой точки — полюса, для которой {\displaystyle \varphi } не определено, и векторный базис, описанный выше, построить таким образом в данной точке нельзя. Это надо иметь в виду, хотя на практике векторные поля, исследуемые с помощью полярных координат, часто или сами имеют особенность в этой точке, или равны в ней нулю, что несколько облегчает дело. Кроме того, использование полярных координат никак не затрудняет выражение произвольного векторного поля сколь угодно близко к этой точке.

## Трёхмерное расширение
Полярная система координат распространяется в третье измерение двумя системами: цилиндрической и сферической, обе содержат двумерную полярную систему координат как подмножество. По сути, цилиндрическая система расширяет полярную добавлением ещё одной координаты расстояния, а сферическая — ещё одной угловой координаты.

### Цилиндрические координаты

Точка начертана в цилиндрической системе координат

Цилиндрическая система координат, грубо говоря, расширяет плоскую полярную систему добавлением третьей линейной координаты, называемой «высотой» и равной высоте точки над нулевой плоскостью подобно тому, как декартова система расширяется на случай трёх измерений. Третья координата обычно обозначается как {\displaystyle z}, образуя тройку координат {\displaystyle (\rho ,\;\varphi ,\;z)}.
Тройку цилиндрических координат можно перевести в декартову систему следующими преобразованиями:
{\displaystyle {\begin{cases}x=\rho \cos \varphi ;\\y=\rho \sin \varphi ;\\z=z.\end{cases}}}

### Сферические координаты

Точка начертана в сферической системе координат

Также полярные координаты можно расширить на случай трёх измерений путём добавления угловой координаты {\displaystyle \theta }, равным углу поворота от вертикальной оси {\displaystyle z} (называется зенитом или широтой, значения находятся в интервале от 0 до 180°). То есть, сферические координаты, это тройка {\displaystyle (r,\;\varphi ,\;\theta )}, где {\displaystyle r} — расстояние от центра координат, {\displaystyle \varphi } — угол от оси {\displaystyle x} (как и в плоских полярных координатах), {\displaystyle \theta } — широта. Сферическая система координат подобна географической системе координат для определения места на поверхности Земли, где начало координат совпадает с центром Земли, широта {\displaystyle \delta } является дополнением {\displaystyle \theta } и равна {\displaystyle \delta =90^{\circ }-\theta }, а долгота {\displaystyle l} вычисляется по формуле {\displaystyle l=\varphi -180^{\circ }}.
Тройку сферических координат можно перевести в декартову систему следующими преобразованиями:
{\displaystyle {\begin{cases}x=r\sin \theta \cos \varphi ;\\y=r\sin \theta \sin \varphi ;\\z=r\cos \theta .\end{cases}}}

### Обобщение на n измерений
Полярную систему координат можно расширить на случай {\displaystyle n}-мерного пространства. Пусть {\displaystyle x_{i}\in \mathbb {R} }, {\displaystyle i=1,\;\ldots ,\;n} — координатные векторы {\displaystyle n}-мерной прямоугольной системе координат. Необходимые координаты в {\displaystyle n}-мерный полярной системе можно вводить как угол отклонения вектора {\displaystyle x\in \mathbb {R} ^{n}} от координатной оси {\displaystyle x_{i+2}}.
Для перевода обобщённых {\displaystyle n}-мерных полярных координат в декартовы можно воспользоваться следующими формулами:
{\displaystyle {\begin{array}{lcr}x_{1}&=&r\cos \varphi \sin \vartheta _{1}\sin \vartheta _{2}\ldots \sin \vartheta _{n-3}\sin \vartheta _{n-2};\\x_{2}&=&r\sin \varphi \sin \vartheta _{1}\sin \vartheta _{2}\ldots \sin \vartheta _{n-3}\sin \vartheta _{n-2};\\x_{3}&=&r\cos \vartheta _{1}\sin \vartheta _{2}\ldots \sin \vartheta _{n-3}\sin \vartheta _{n-2};\\x_{4}&=&r\cos \vartheta _{2}\ldots \sin \vartheta _{n-3}\sin \vartheta _{n-2};\\\ldots &\ldots &\ldots \qquad \qquad \qquad \\x_{n-1}&=&r\cos \vartheta _{n-3}\sin \vartheta _{n-2};\\x_{n}&=&r\cos \vartheta _{n-2}.\end{array}}}
Как можно показать, случай {\displaystyle n=2} соответствует обычной полярной системе координат на плоскости, а {\displaystyle n=3} — обычной сферической системе координат.
Якобиан преобразования полярных координат в декартовы даётся формулой:
{\displaystyle \det {\frac {\partial (x_{1},\;\ldots ,\;x_{n})}{\partial (r,\;\varphi ,\;\vartheta _{1},\;\ldots ,\;\vartheta _{n-2})}}=r^{n-1}\sin \vartheta _{1}(\sin \vartheta _{2})^{2}\ldots (\sin \vartheta _{n-2})^{n-2}},
где {\displaystyle n}-мерный элемент объёма имеет вид:
{\displaystyle dV=r^{n-1}\sin \vartheta _{1}(\sin \vartheta _{2})^{2}\ldots (\sin \vartheta _{n-2})^{n-2}\,dr\,d\varphi \,d\vartheta _{1}\ldots d\vartheta _{n-2}=}
{\displaystyle =r^{n-1}\,dr\,d\varphi \prod \limits _{j=1}^{n-2}(\sin \vartheta _{j})^{j}\,d\vartheta _{j}.}

## Применение
Полярная система координат двумерная и поэтому может применяться только в тех случаях, когда местонахождение точки определяется на плоскости, или для случая однородности свойств системы в третьем измерении, например, при рассмотрении течения в круглой трубе. Лучшим контекстом применения полярных координат являются случаи, тесно связанные с направлением и расстоянием от некоторого центра. Например, в приведённых выше примерах видно, что простых уравнений в полярных координатах достаточно для определения таких кривых как спираль Архимеда, уравнения которых в прямоугольной системе координат гораздо сложнее. Кроме того, многие физические системы — такие, которые содержат тела, движущиеся вокруг центра, либо явления, распространяющиеся из некоторого центра — гораздо проще моделировать в полярных координатах. Поводом создания полярной системы координат было исследование орбитального и движения по кругу, впоследствии оказалось, что она крайне удобна иногда и для исследования некругового движения (см. Кеплерова задача).

### Позиционирование инавигация
Полярную систему координат часто применяют в навигации, поскольку пункт назначения можно задать как расстояние и направление движения от отправной точки. Например, в авиации, для навигации применяют несколько изменённую версию полярных координат. В этой системе, обычно используемой для навигации, луч 0° называют направлением 360, а углы отсчитываются в направлении по часовой стрелке. Направление 360 соответствует магнитному северу, а направления 90, 180, и 270 соответствуют магнитным востоку, югу и западу. Так, самолёт, летящий 5 морских миль на восток можно описать как самолёт, летящий 5 единиц в направлении 90 (центр управления полётами назовёт его найн-зиро).

### Применение вфизике

Cечение комптоновского рассеяния от угла рассеяния (для разной энергии фотона)

Системы с радиальной симметрией очень хорошо подходят для описания в радиальных координатах, где полюс системы координат совпадает с центром симметрии. В качестве примера можно привести уравнение тока грунтовых вод в случае радиально симметричных колодцев. Системы с центральными силами также подходят для моделирования в полярных координатах. К таким системам относятся гравитационные поля, подчиняющиеся закону обратно-квадратичной зависимости, и вообще центральные силы. Также существенное удобство полярные координаты предоставляют при работе с системами, имеющими точечные (или приближенно точечные) источники энергии, такие как радиоантенны — при исследовании их излучения на сравнительно больших расстояниях от антенны, распространение звука или света — в особенности (но не обязательно) сферически- или цилиндрически-симметричное.
В определённых задачах, в том числе из числа упомянутых выше, использование сферических или цилиндрических координат (являющихся для этих задач естественными) по сути сводится к использованию просто двумерных полярных координат.
Полярные координаты как для вычислений, так и для наглядного изображения их результатов, бывают достаточно полезны не только в случаях, когда симметрия задачи близка в целом к осевой или сферической, но и в случаях, когда симметрия явно далека от таковой, например, для вычисления поля диполя. В этом случае применение полярных координат имеет мотивировку в малом размере источника поля (заряды диполя расположены очень близко друг к другу), к тому же поле каждого такого заряда просто выражается в полярных координатах, особенно если поместить полюс в один из этих зарядов (поле второго будет отличаться, кроме знака, лишь на малую поправку).
В квантовой механике и химии полярные координаты (наряду со сферическими для более сложных случаев) используются для изображения угловой зависимости волновой функции электрона в атоме, в том числе в целях качественного анализа и наглядности при преподавании.

### Применение в прикладных целях,диаграммы направленности

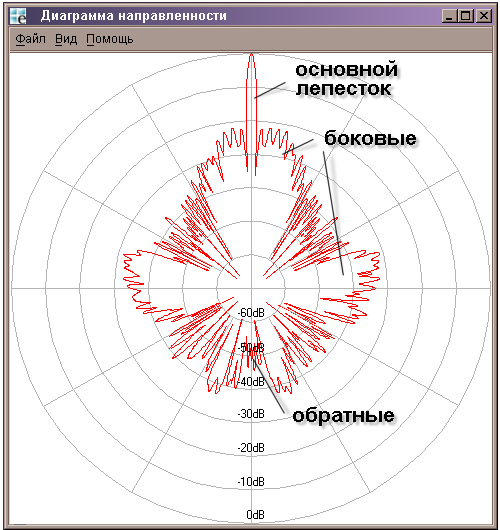
Диаграмма направленности (азимутальная) типичной направленной антенны

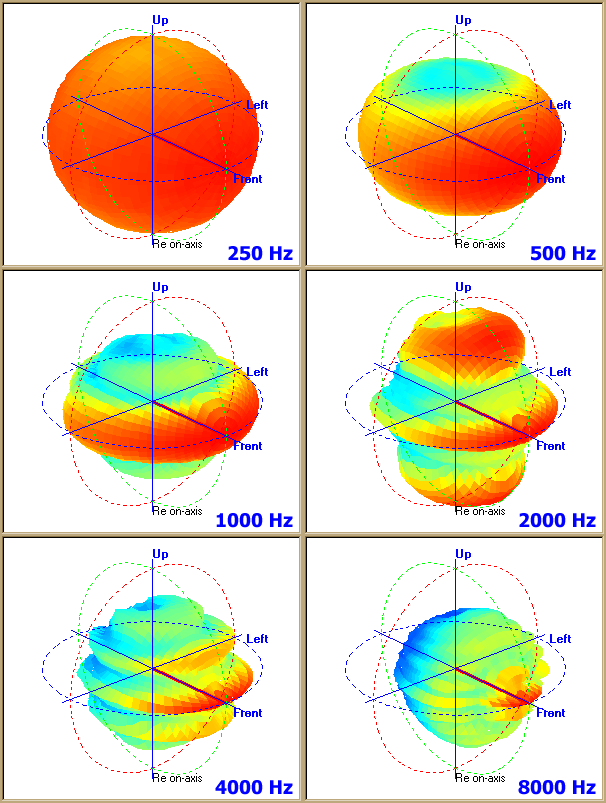
Фронт мощности звуковой волны промышленного громкоговорителя показан в сферических координатах при шести частотах

В разных прикладных областях, полярные координаты применяются как способами, близкими к применяемым в соответствующих областям фундаментальной физики, так и самостоятельным образом.
Трёхмерное моделирование звука динамиков может использоваться для прогнозирования их эффективности. Необходимо сделать несколько диаграмм в полярных координатах для широкого диапазона частот, поскольку фронт существенно меняется в зависимости от частоты звука. Полярные диаграммы помогают увидеть, что многие громкоговорители с понижением частоты звука теряют направленность. В случае излучателя, имеющего строгую осевую симметрию или слабо от неё отклоняющегося, достаточно использовать не сферические, а обычные (двумерные) полярные координаты, так как во всех плоскостях, проходящих через ось симметрии, зависимость будет одинаковой или почти одинаковой. Если такой симметрии нет, то какое-то представление о звуковом потоке в разных направлениях может дать пара (для каждой частоты) полярных диаграмм в перпендикулярных плоскостях, для эллиптического или прямоугольного излучателя — связанного с его главными осями.
В полярных координатах также принято представлять характеристику направленности микрофонов, определяемую отношением чувствительности при падении звуковой волны под углом относительно акустической оси микрофона к его осевой чувствительности.
В принципе, полярные диаграммы могут использоваться для представления практически любых зависимостей. Но на практике обычно этот вид представления выбирается в случаях, когда речь идет от зависимости от реального геометрического направления (см. например Роза ветров, Диаграмма рассеяния, зависимость отраженного светового потока от угла в фотометрии, диаграмма направленности антенн, светодиодов и других светоизлучателей, фотодатчиков, акустических систем итп). Также довольно нередко можно встретиться с применением полярных координат в случаях, когда одна из переменных имеет циклический характер (в полярных координатах её довольно естественно представлять углом).
Могут применяться и областях, не связанных прямо с физикой (хотя иногда можно проследить более или менее прямую аналогию в этом плане), например, можно использовать полярные диаграммы, аналогичные розе ветров, например, для изучения направлений миграций животных. Такое использование достаточно удобно и наглядно.